# آب‌انبار سقاخانه کوریچان
آب‌انبار سقاخانه کوریچان مربوط به دوره قاجار است و در لار، محله کوریچان، ضلع شرقی خیابان مدرس جنوبی واقع شده و این اثر در تاریخ ۱۹ مرداد ۱۳۸۴ با شمارهٔ ثبت ۱۲۷۵۱ به‌عنوان یکی از آثار ملی ایران به ثبت رسیده‌است.